# Мартино Гаетано (Палермо)
Мартино Гаетано је насеље у Италији у округу Палермо, региону Сицилија.
Према процени из 2011. у насељу је живело 60 становника. Насеље се налази на надморској висини од 293 м.